# Wildbirne
Die Wildbirne (Pyrus pyraster), auch Holzbirne genannt, ist eine Art aus der Gattung der Birnen (Pyrus), die zu den Kernobstgewächsen (Pyrinae) in der Familie der Rosengewächse (Rosaceae) gehört.

## Beschreibung
Die Wildbirne ist ein sommergrüner Baum. Sie erreicht eine Höhe von 8 bis 20 Meter, kommt aber auch als mittelgroßer Strauch mit einer Höhe von zwei bis vier Meter vor.

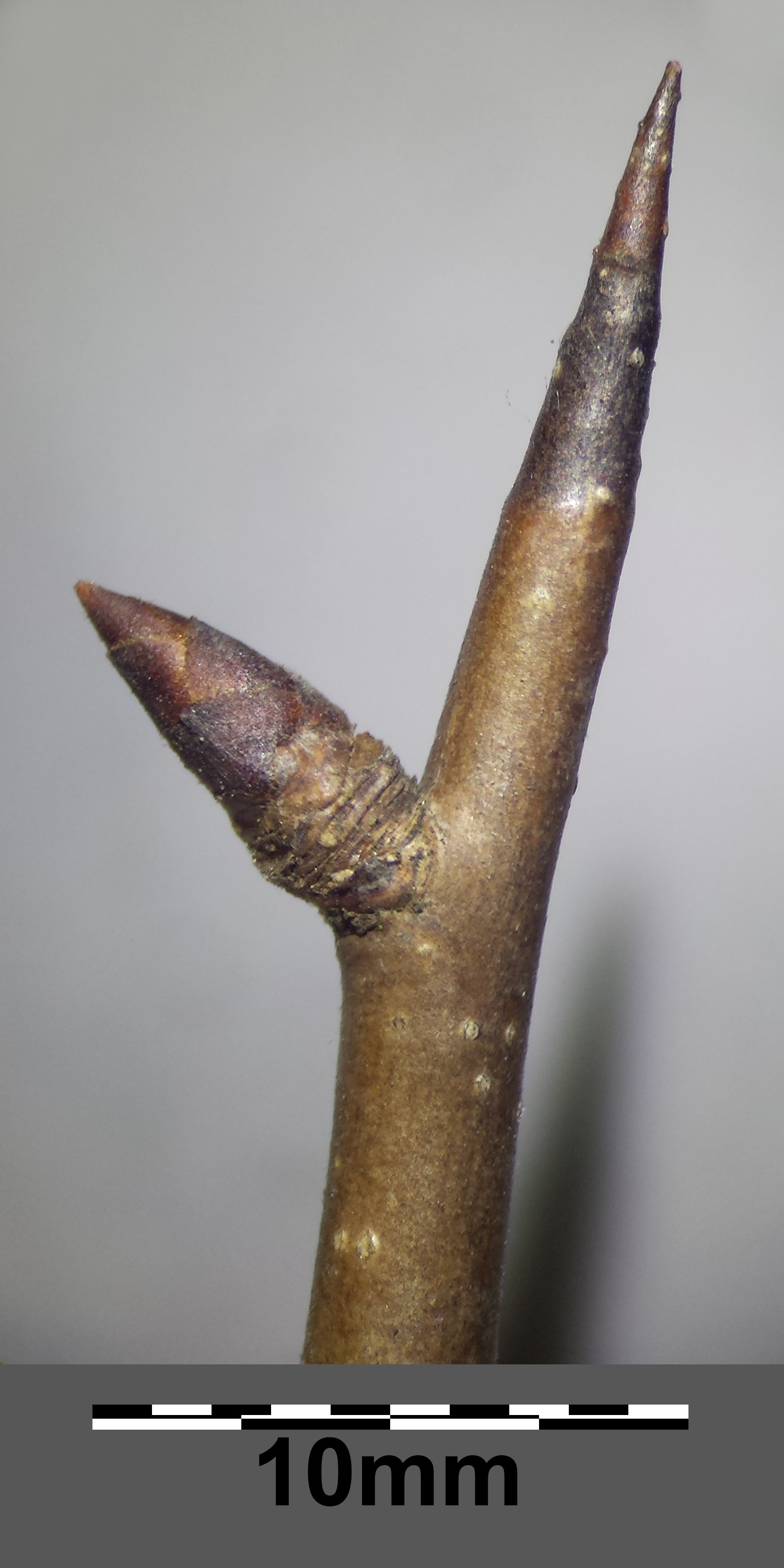
Dorniger Ast mit Kurztrieb und Knospe

Die Wildbirne hat eine kleinschuppige graue Rinde. Anders als bei den Kulturformen sind die Äste mit Dornen besetzt. Die Pflanzen können ein Alter von 100 bis 150 Jahren erreichen.

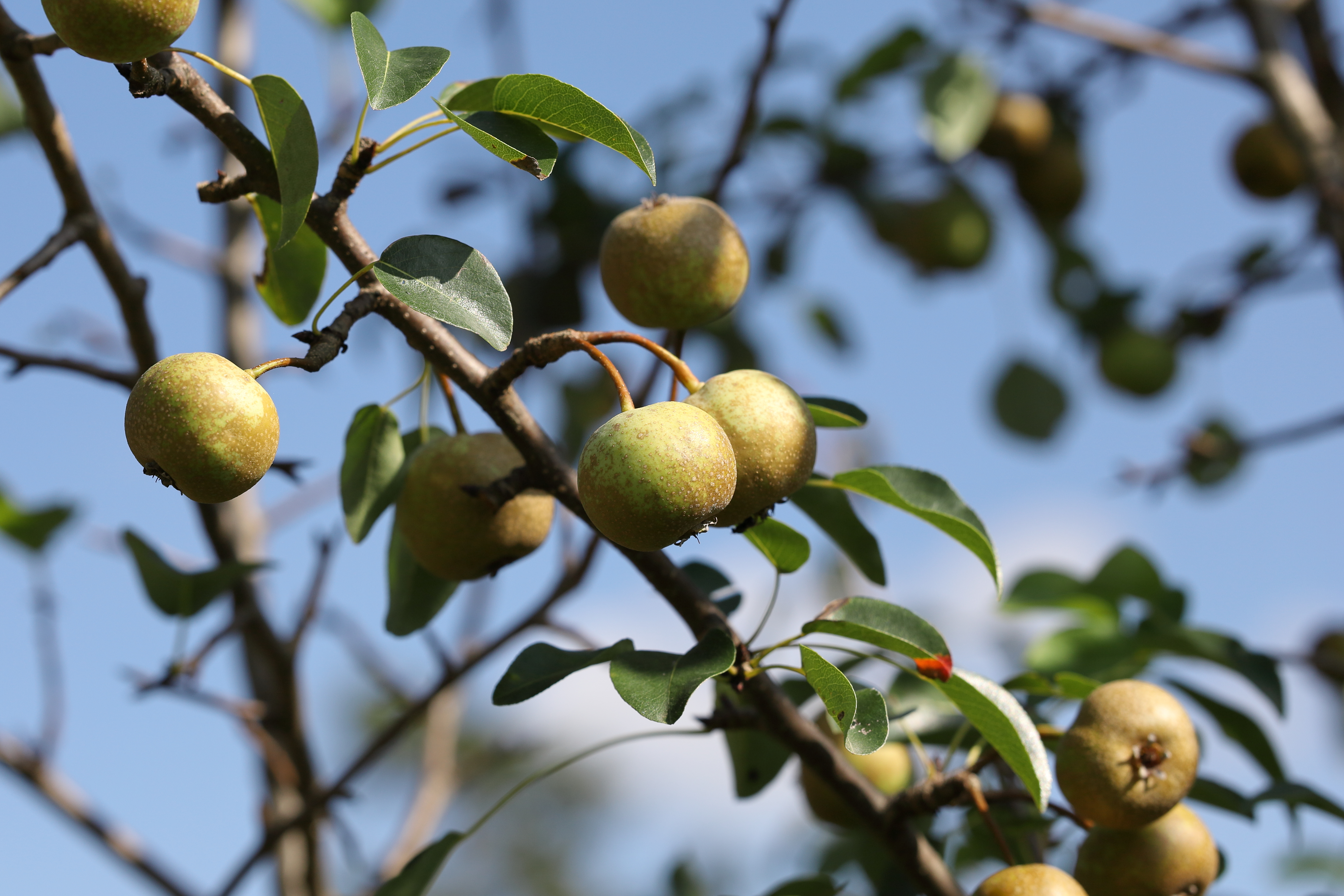
Früchte der Wildbirne

Die Wildbirne blüht von April bis Mai. Ihre Früchte weisen Steinzellennester auf, die für die Verholzung sorgen. Aus der Wildbirne ist die Kultur-Birne (Pyrus communis) gezüchtet worden, mit Hunderten von Kultursorten schmackhafterer und weicherer Früchte (siehe Liste von Birnensorten).
Die Wildbirne ist ein Baum des nährstoffreichen Auwalds und der Wälder warmer Mittelgebirge. In Mitteleuropa ist sie vornehmlich in den wärmeren Gegenden verbreitet wie Mittel- und Süddeutschland. Die Kulturform kommt nahezu überall vor.
Die Chromosomenzahl beträgt 2n = 34.

## Vorkommen, Verbreitung

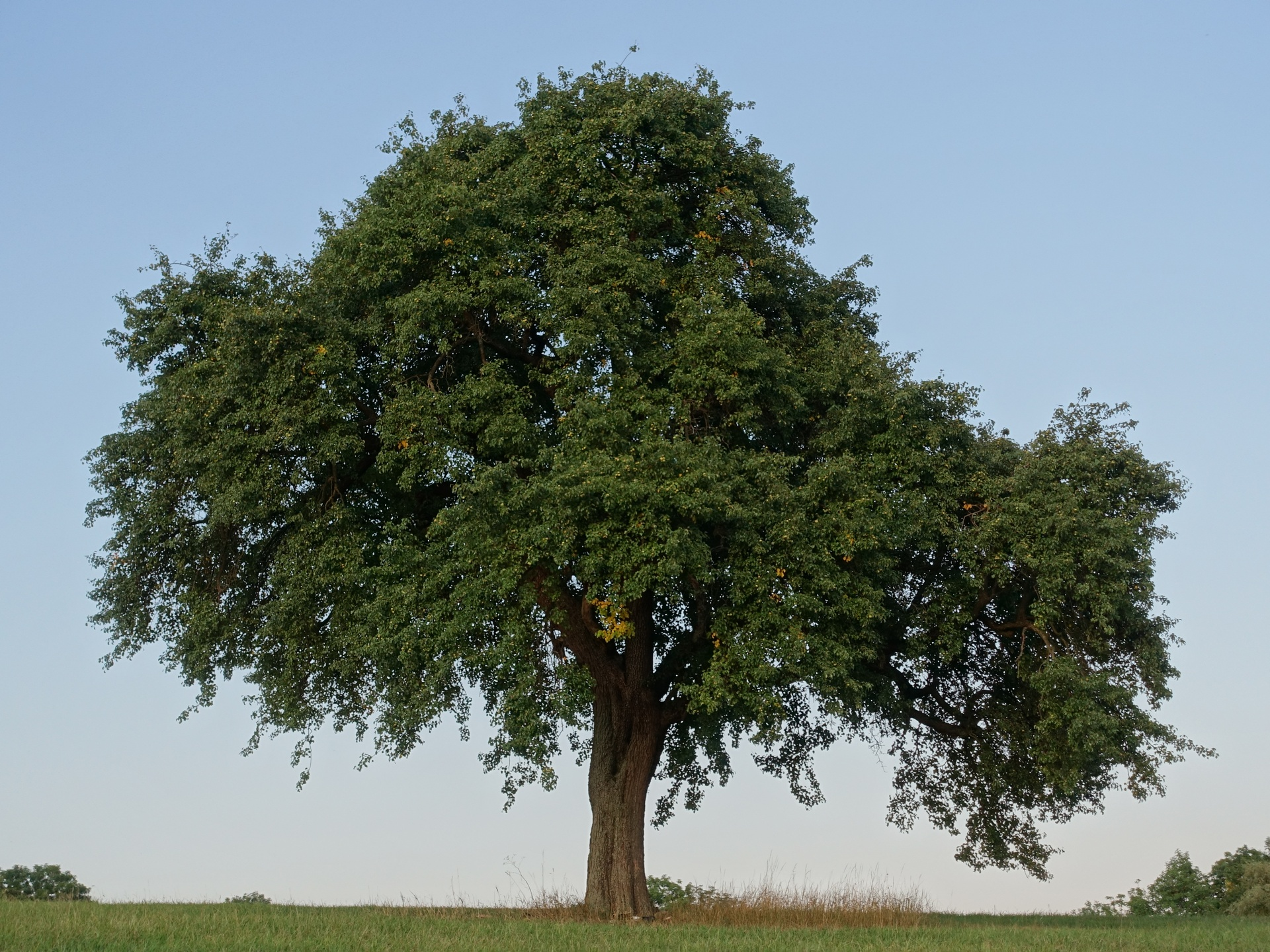
Wildbirnbaum in Bayreuth (Naturdenkmal)

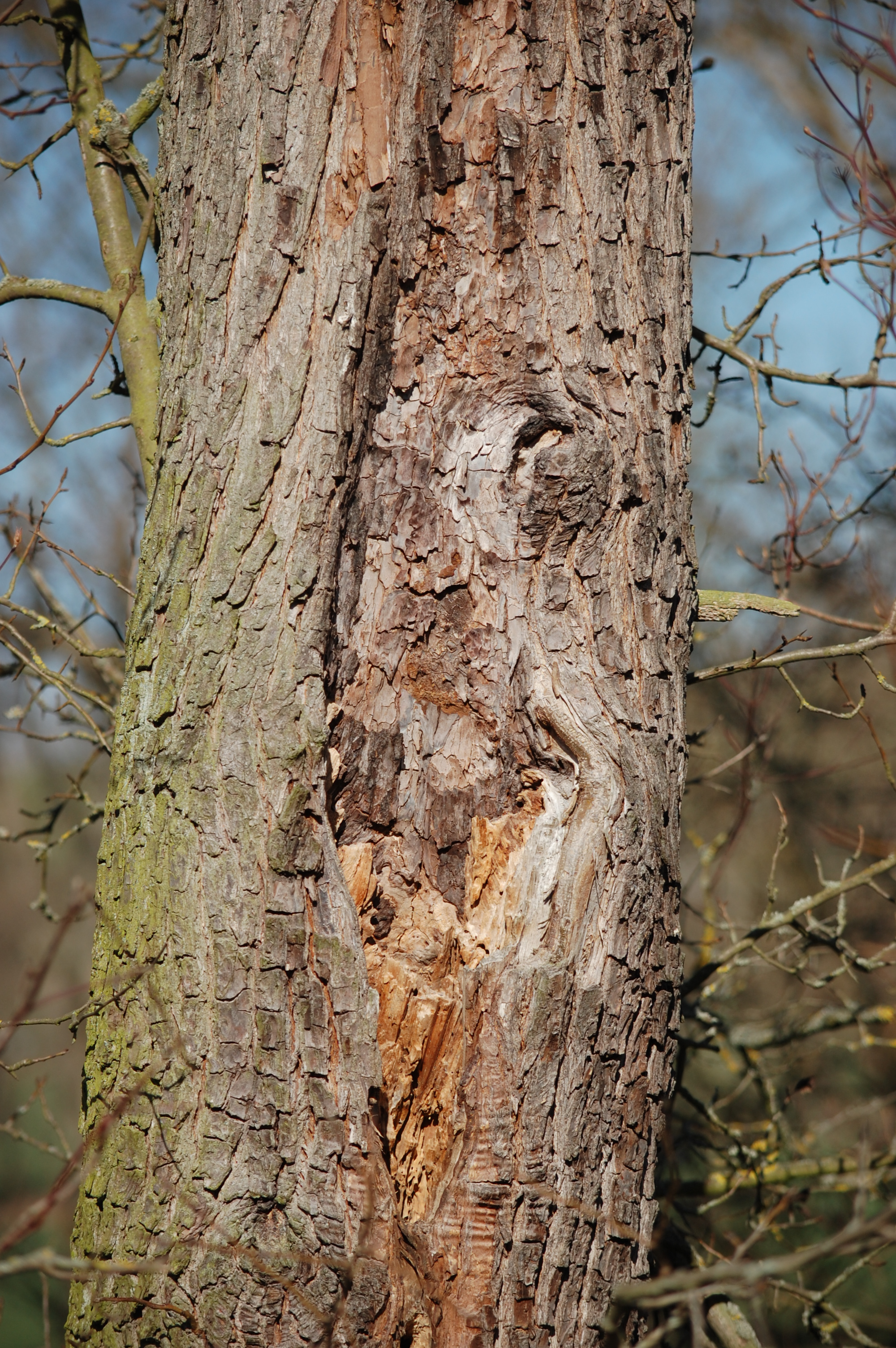
Aufgerissener Stamm einer Wildbirne

Das Verbreitungsgebiet der Wildbirne reicht von Westeuropa bis zum Kaukasus. In Nordeuropa kommt sie nicht vor, da sie wärmebedürftig ist. Sie wird unter Waldverhältnissen oft durch konkurrenzstärkere Baumarten auf sehr trockene Standorte verdrängt und kommt daher am häufigsten an der Trockengrenze des Waldes vor, so auf basenreichen und flachgründigen, süd- oder westgerichteten Hängen im Mittelgebirgsraum. Aber auch in Auenwäldern an Rhein und Elbe ist sie von Natur aus anzutreffen. In Mitteleuropa ist sie eine Charakterart des Querco-Ulmetum aus dem Verband Alno-Ulmion, kommt aber auch in Gesellschaften der Verbände Carpinion, Berberidion, Erico-Pinion oder der Ordnung Quercetalia pubescentis vor.
Angepflanzt werden kann die Wildbirne dagegen auf den meisten Standorten, wo sie genügend Licht erhält. Nur sollten die Böden nicht sauer oder vernässt sein, und auch Frostlagen sind ungeeignet. Bisher wirtschaftlich fast unbedeutend, liegen kaum Erfahrungen über ihre Behandlung oder Förderung in Mischbeständen vor. Durch die verstärkten Bemühungen der Forstwirtschaft in der jüngsten Vergangenheit kann sich das ändern. Derzeit steht die Wildbirne in verschiedenen Bundesländern auf der roten Liste gefährdeter Arten.
Im Auftrag der deutschen Bundesanstalt für Landwirtschaft und Ernährung (BLE) wurden im Rahmen des Projekts Erfassung und Dokumentation genetischer Ressourcen seltener Baumarten in Deutschland in den Jahren von 2010 bis 2013 die Vorkommen von zehn seltenen heimischen Baumarten in den deutschen Wäldern ermittelt. Von der Wildbirne wurden dabei in Deutschland 14.000 Exemplare erfasst.

## Verwendung, ökologischer Nutzen
Das Holz der Wildbirne ist schwer, wenig elastisch, aber dauerhaft und auch politurfähig. Es kann für Tischler-, Drechsel- und Schnitzarbeiten verwendet werden. In der Vergangenheit fand es als Imitat von Ebenholz Verwendung (siehe hierzu auch Schweizer Birnbaum).
Wildbirnen-Holz ist sehr begehrt, allerdings aufgrund seiner Seltenheit kaum auf dem Holzmarkt zu bekommen. Es lässt sich gut bearbeiten. Die wenigen Wildbirnen-Stämme gehen oft zu Liebhaberpreisen in die Möbeltischlerei und finden dort als Ersatz für Nussbaum (gebeizt für Ebenholz) oder wertvolle Furnier- und Intarsienarbeiten Verwendung. Das Holz der Wildbirne hat eine blass-rötliche bis hell-rötlichbraune Farbe, kann im sogenannten Falschkern aber auch dunkler werden und wird vor der weiteren Verwendung meist gedämpft. Es kann auch zu Bauzwecken verwendet werden – in manchem alten Holzhaus tragen noch heute jahrhundertealte Birnenholzbalken die schweren Decken.

Neben dieser Verwendung des Holzes hat die Wildbirne – wie alle Wildobstarten – einen hohen ökologischen Nutzen, vor allem wegen ihrer für viele Insekten wichtigen Blüten und der für die Tierwelt bedeutsamen Früchte (z. B. Siebenschläfer, Marder, Dachs, Igel).

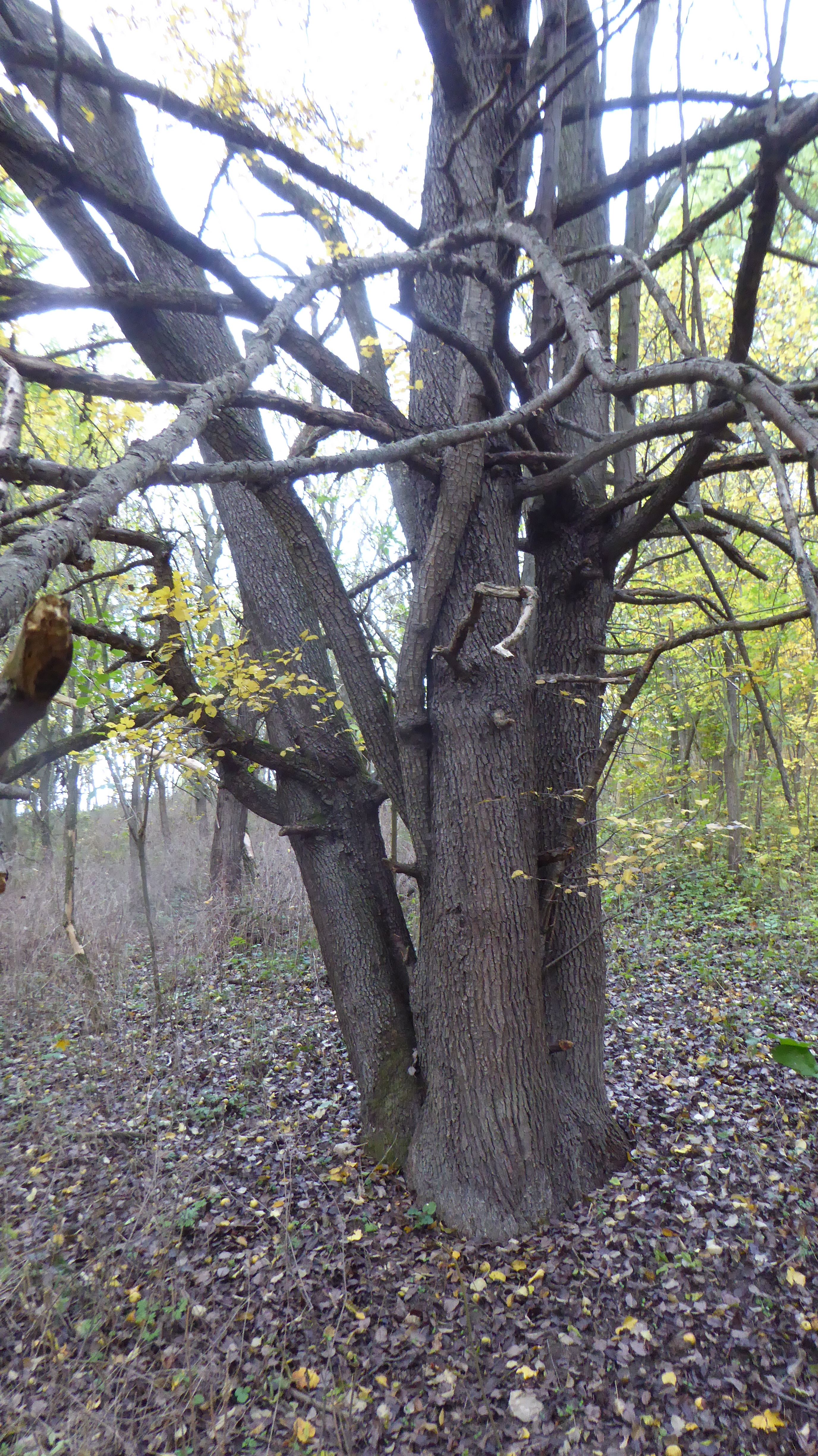
Stammfuß einer älteren Wildbirne
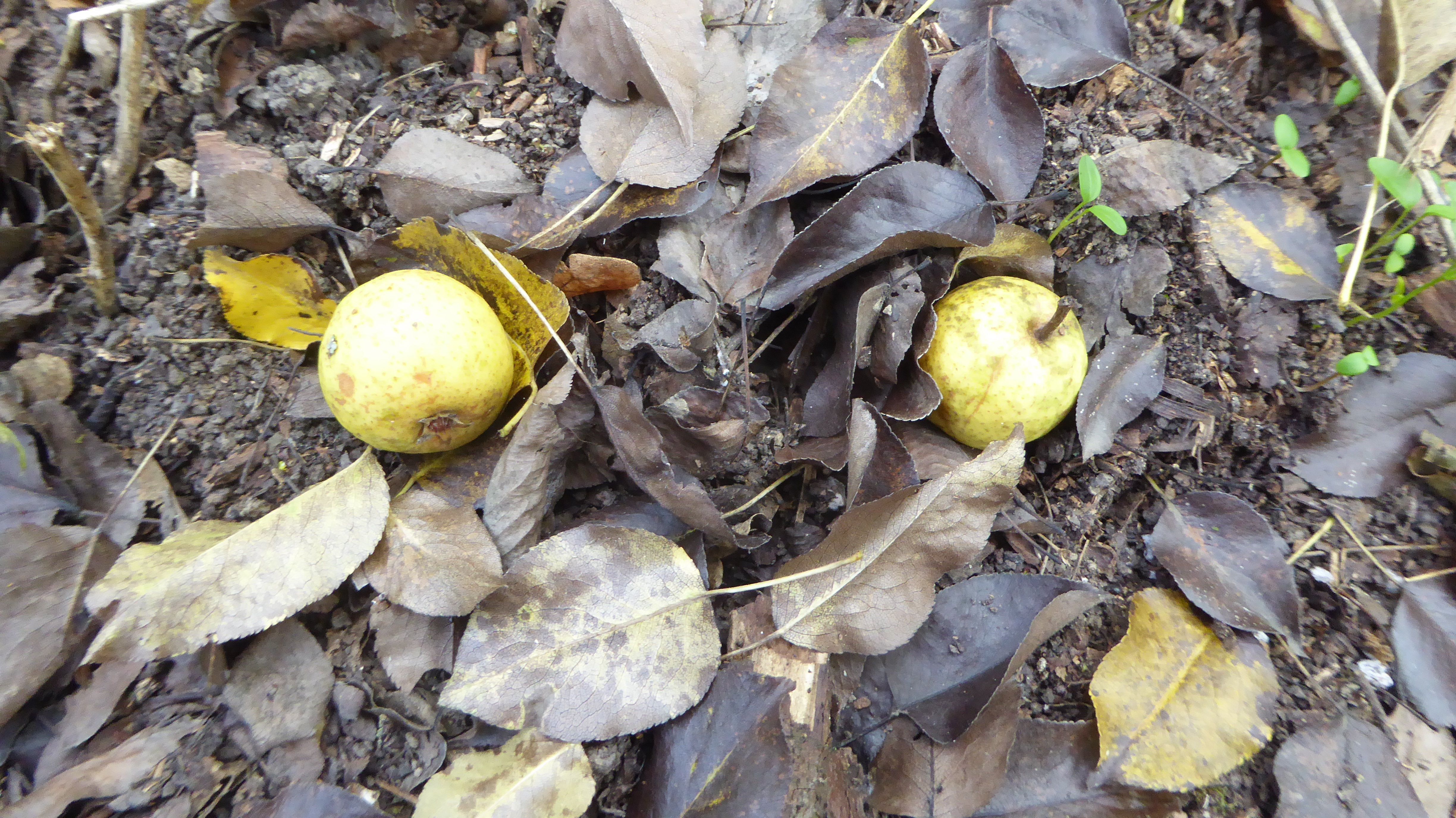
Wildbirnen auf dem Boden
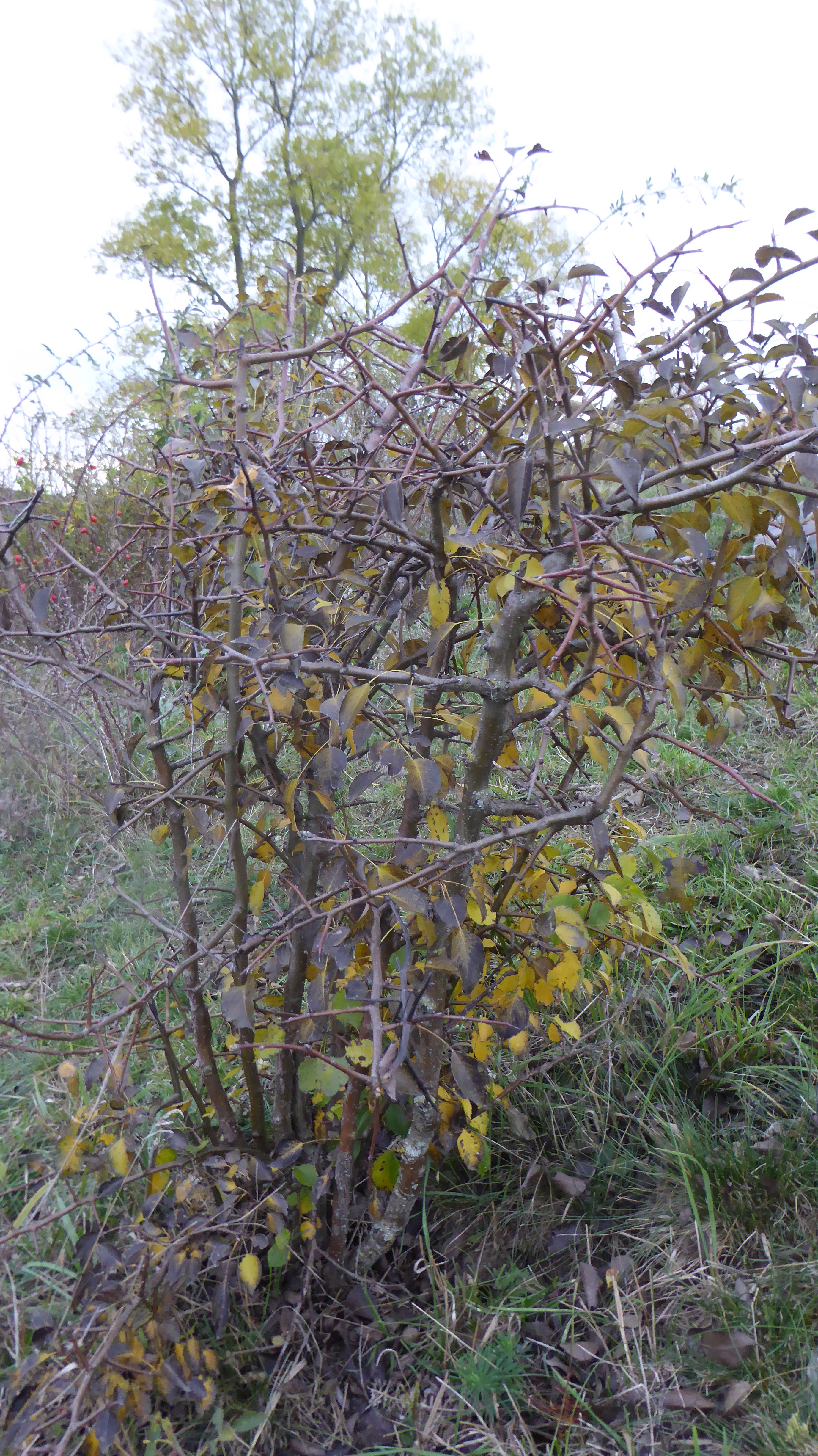
Junge Wildbirne auf einer Weide, durch Verbiss buschig wachsend
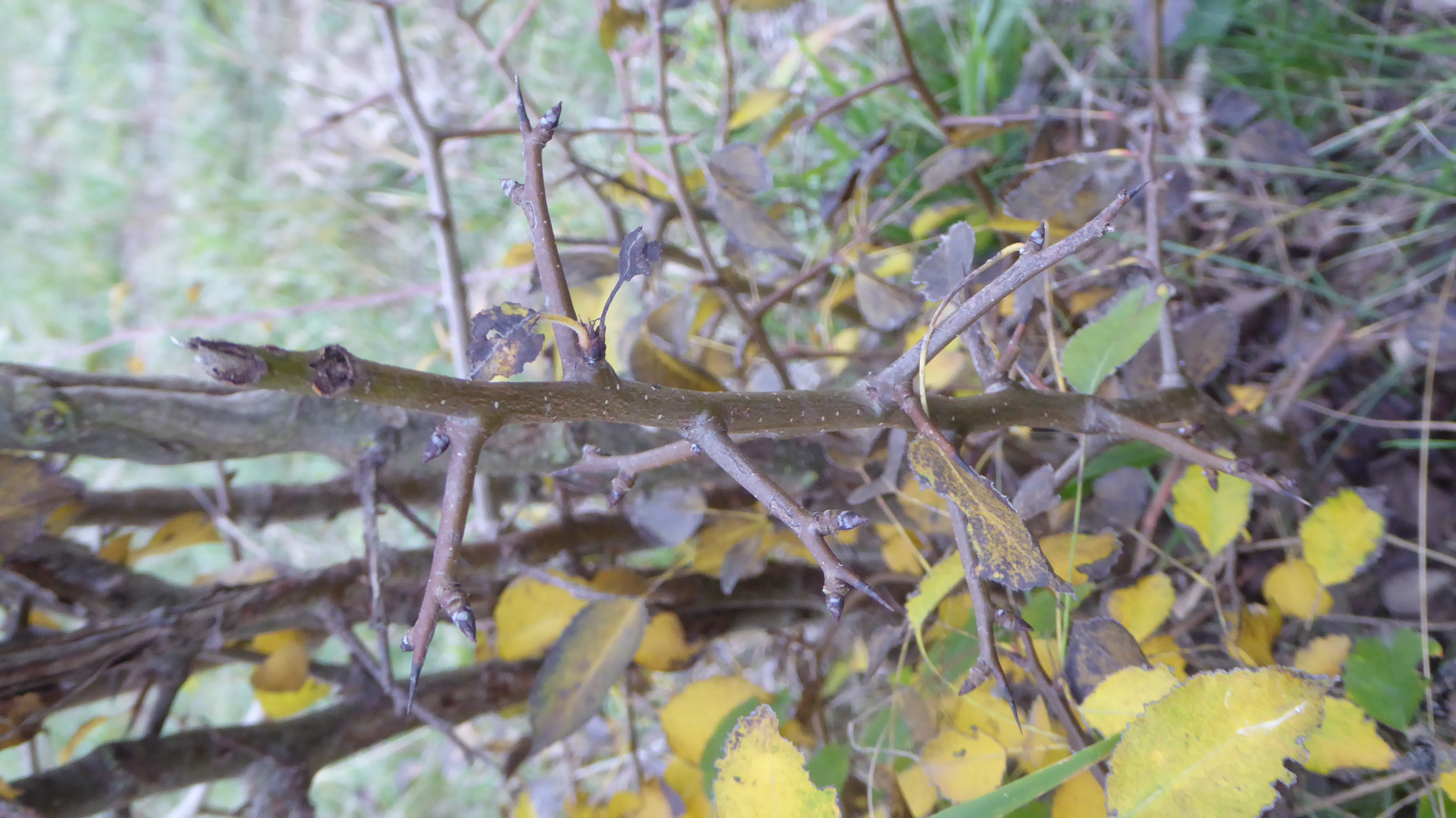
Dorniger Zweig einer jungen Wildbirne

## Heilkunde, Mythologie und Brauchtum
Aus Birnbaumblüten lässt sich ein bei Nierenbeckenentzündungen wirksamer Tee bereiten. Die jungen, noch geschlossenen Blütenknospen ergeben eine schmackhafte Salatbeilage. Birnensaft dient als Kur zur allgemeinen Entgiftung des Körpers. Aus 25 Pfund Birnenkernen erhielt man in Notzeiten drei Pfund Speiseöl.
Daneben sprach man dem Birnbaum auch die Fähigkeit zu, dem Menschen wirksam Schmerzen und Krankheiten abnehmen zu können, insbesondere bei Zahnschmerzen, Gicht und Schwindsucht.
In der Mythologie wird der Birnbaum häufig als Ort von Drachen, Hexen und Dämonen angesehen.
Birnbaum und Apfelbaum sind „das Paar“ im Obstgarten: wurde der Apfelbaum schon seit Urzeiten mit dem Weiblichen in Zusammenhang gebracht, so symbolisierte der Birnbaum das Männliche. Eine alte Bauernregel sagt: „Willst Du ein Kuhkalb, so vergrabe die Nachgeburt einer Kuh unter einem Apfelbaum, willst Du beim nächsten Mal ein Stierkalb, so vergrabe die Nachgeburt unter einem Birnbaum.“ Für ein Liebesorakel sollten junge Männer unter einen Apfelbaum gehen, Mädchen unter einen Birnbaum. In den Rauhnächten zwischen Weihnachten und Neujahr holten sie sich Auskünfte über das kommende Jahr, indem z. B. Mädchen um Mitternacht unter einen Birnbaum schlichen, aus ihren Holzschuhen schlüpften und diese auf den Baum warfen. Bleiben sie in den Zweigen hängen, so würde im nächsten Jahr ein schöner Jüngling am Mädchen hängenbleiben.

## Wildbirnbäume als Naturdenkmale

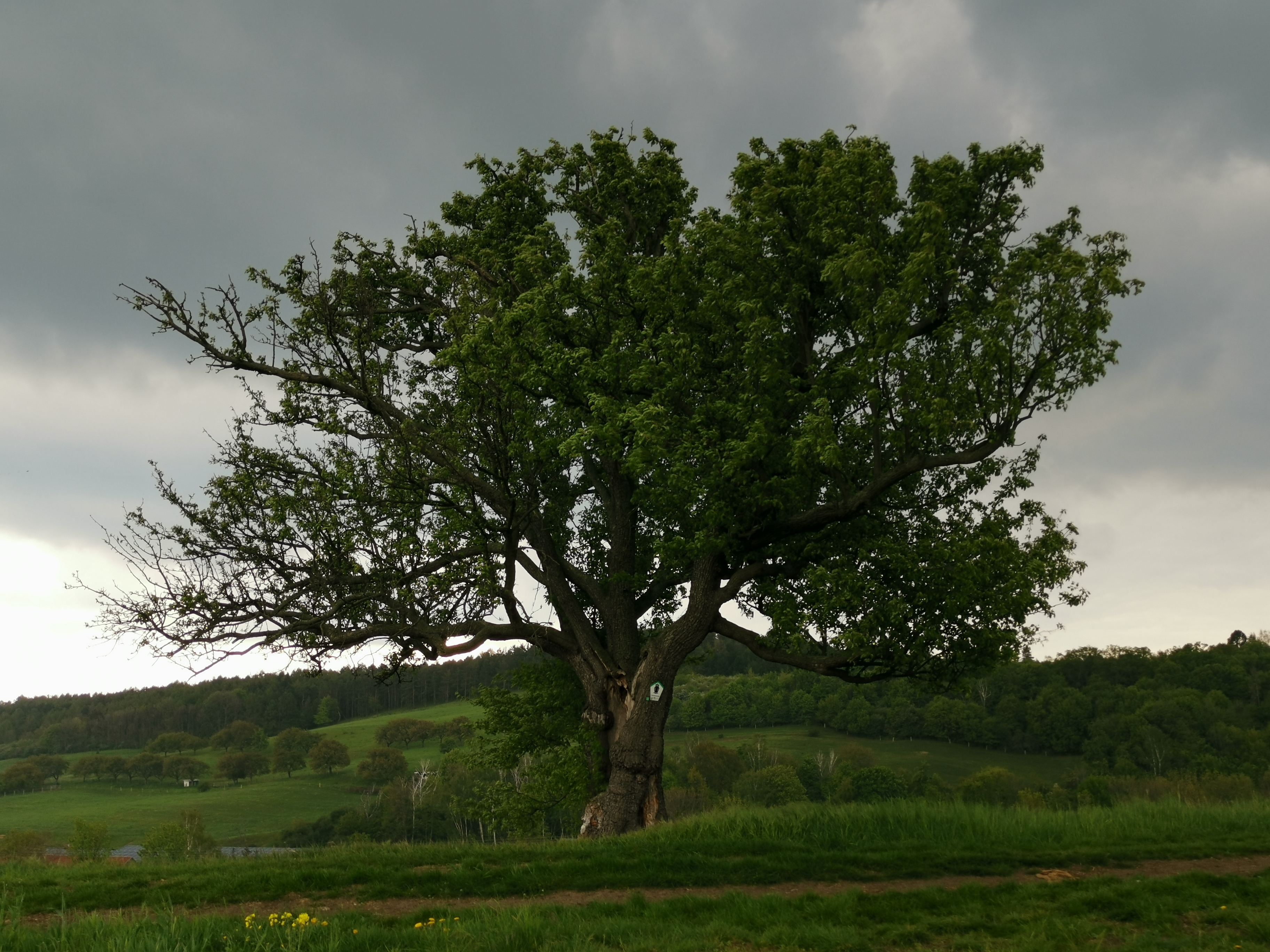
Wildbirne bei Benzingerode

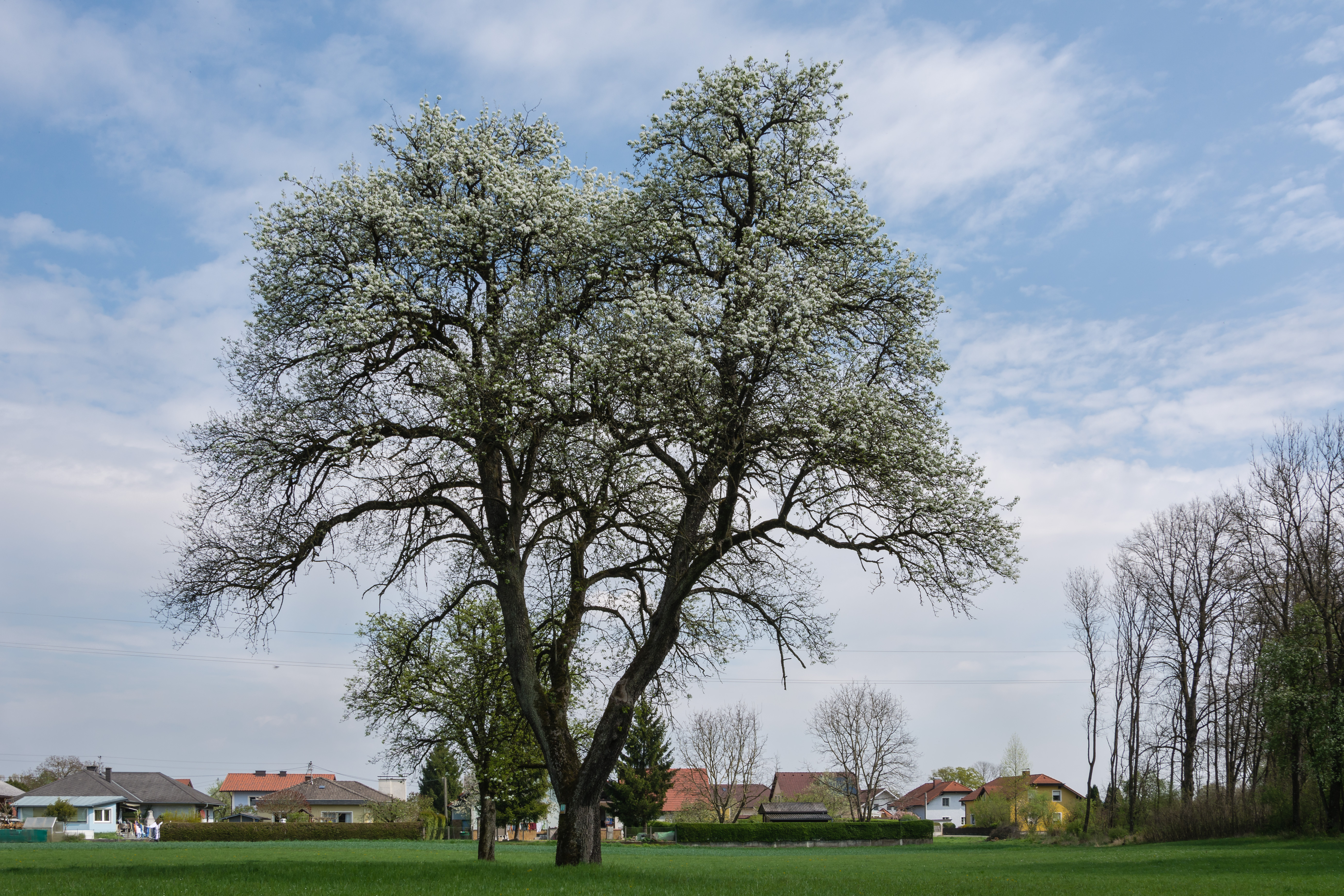
NDOÖ 596 Marchtrenk Birnbaum

- Birnbaum von Drahovice in Tschechien
- Wildbirne bei Benzingerode
- Wildbirne in Marchtrenk in Oberösterreich